# Letnie Mistrzostwa Słowacji w Skokach Narciarskich 2018
Letnie Mistrzostwa Słowacji w Skokach Narciarskich 2018 – zawody mające na celu wyłonić mistrza Słowacji w skokach narciarskich na igelicie, które zostały rozegrane 20 października 2018 w Bańskiej Bystrzycy na kompleksie Žlté Piesky. Przeprowadzono konkursy w pięciu kategoriach wiekowych.
Wśród mężczyzn w najwyższej kategorii wiekowej zwyciężyli: wśród juniorów Erik Kapiáš (wystartowało 12 zawodników: pięciu Słowaków i siedmiu Czechów), natomiast u juniorek Viktória Šidlová (do startu w konkursie przystąpiły cztery skoczkinie).

## Wyniki

### Mężczyźni

#### Konkurs indywidualny – 20 października 2018 – HS67
Źródło: SLA.
| Msc. | Zawodnik        | Klub           | I seria | II seria | Punkty |
| ---- | --------------- | -------------- | ------- | -------- | ------ |
| –    | Daniel Škarka   | TJ Rožnov      | 63,0 m  | 59,0 m   | 216,4  |
| –    | Josef Brodský   | Dukla Frenštád | 61,0 m  | 63,0 m   | 207,7  |
| –    | Jiří Dohnal     | TJ Kozlovice   | 59,0 m  | 57,0 m   | 197,5  |
| –    | Vojtěch Macháč  | TJ Frenštád    | 54,0 m  | 53,5 m   | 169,6  |
| 1.   | Erik Kapiáš     | KPSL BB        | 58,0 m  | 50,5 m   | 169,5  |
| 2.   | Hektor Kapustík | KPSL BB        | 50,5 m  | 48,0 m   | 141,5  |
| 3.   | Martin Šídlo    | SKL Banská BB  | 43,0 m  | 48,0 m   | 123,0  |
| –    | Kašpar Bořivoj  | TJ Frenštád    | 58,0 m  | 50,5 m   | 118,1  |
| –    | Michal Macháč   | TJ Frenštád    | 58,0 m  | 50,5 m   | 110,8  |
| –    | Matěj Horák     | TJ Frenštád    | 58,0 m  | 50,5 m   | 46,4   |
| 4.   | Jakub Karkalík  | SKI Selce      | 30,0 m  | 32,5 m   | 36,1   |
| 5.   | Filip Sirági    | SKI Selce      | 25,0 m  | 31,5 m   | 27,7   |

### Kobiety

#### Konkurs indywidualny – 20 października 2018 – HS67
Źródło: SLA.
| Msc. | Zawodniczka       | Klub         | I seria | II seria | Punkty |
| ---- | ----------------- | ------------ | ------- | -------- | ------ |
| 1.   | Viktória Šidlová  | ŠK Kartík BB | 59,0 m  | 56,5 m   | 189,3  |
| 2.   | Nina Bezúchová    | SKI Selce    | 57,5 m  | 57,0 m   | 185,9  |
| 3.   | Tamara Mesíková   | SKI Selce    | 40,0 m  | 38,0 m   | 95,8   |
| 4.   | Terezie Kantorová | TJ Třinec    | 31,0 m  | 31,5 m   | 41,1   |